# Einhorn
Das Einhorn (von althochdeutsch einhurno, Übersetzung von lateinisch unicornis bzw. altgriechisch μονόκερως monókeros) ist ein Fabelwesen von Pferde- oder Ziegengestalt mit einem geraden Horn auf der Stirnmitte. Es wurde im Mittelalter besonders durch den Physiologus bekannt, gilt als das edelste aller Fabeltiere und steht als Symbol für das Gute.

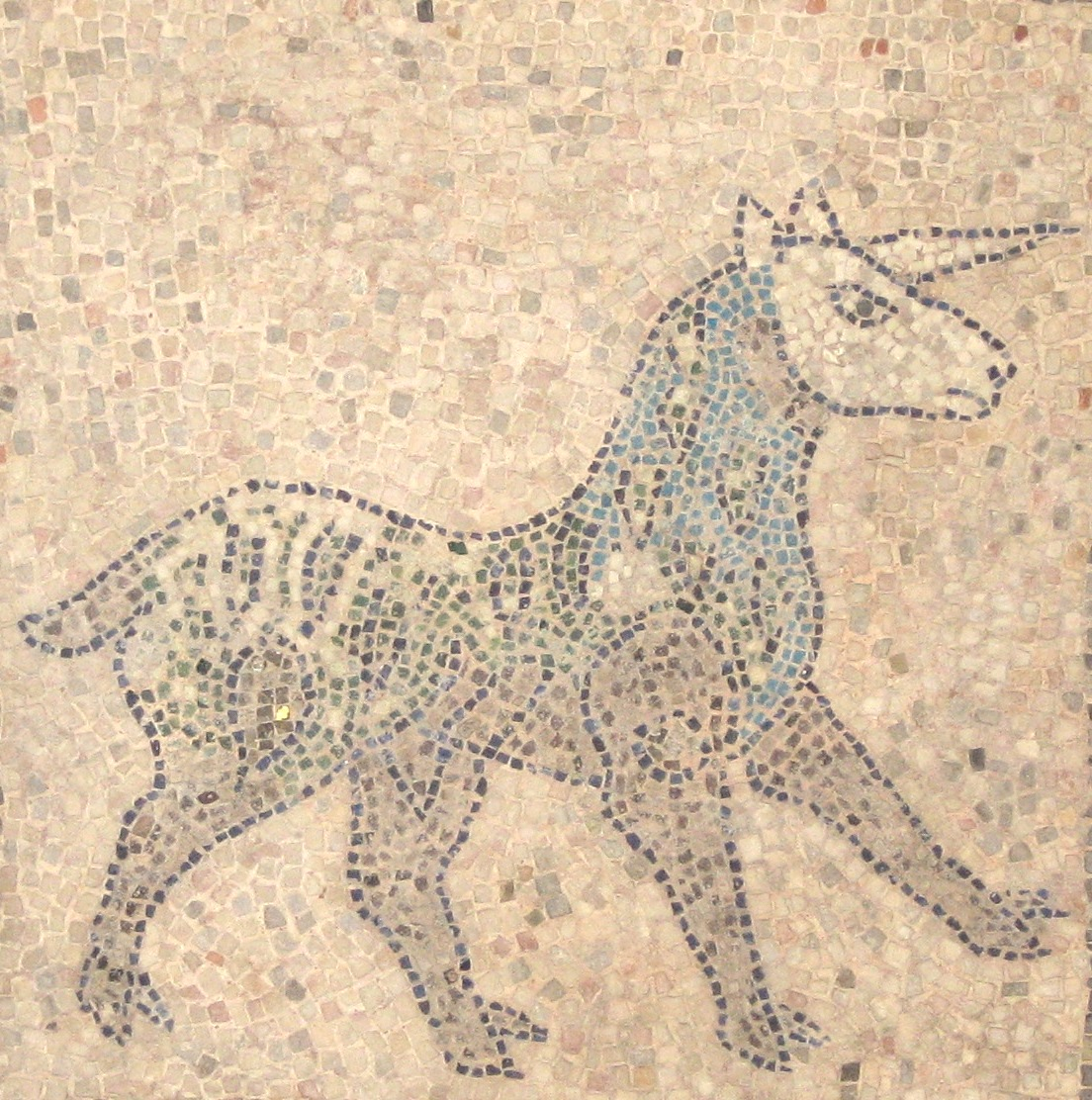
Einhorn auf einem Mosaikfußboden von 1213 in der Basilika San Giovanni Evangelista in Ravenna.

## Berichte

### Antike
In der Antike wird das Einhorn unter anderem von Aristoteles (384–322 v. Chr.), Plinius dem Älteren (23/24–79 n. Chr.) und Claudius Aelianus (um 200 n. Chr.) erwähnt. Diese Berichte gehen auf Ktesias von Knidos (um 500 v. Chr.) zurück, der in seinen stark romanhaften Indika von Einhörnern in Indien berichtet. Das Werk ist größtenteils verloren, doch zitiert Claudius Aelianus in seinen „Tiergeschichten“ (altgriechisch Περὶ ζῴων ἰδιότητος) daraus. Sie sollen weiß mit rotem Kopf und blauen Augen gewesen sein. Sie seien wild, schnell und kräftig, ihr Horn habe eine antitoxische Wirkung, weswegen es am Hof der Achämeniden als Trinkgefäß verwendet werde. Aelianus zitiert auch den Historiker Megasthenes, der selber in Indien war. Er berichtet in seinen Indika von Einhörnern, die Elefantenfüße und Schweineschwänze gehabt haben sollen. Ihre Hörner seien schwarz gewesen und wüchsen zwischen ihren Augen hervor. Allgemein seien diese Tier friedfertig, aggressiv aber gegen Artgenossen. Sie hätten eine laute und hässliche Stimme. Ganz ähnlich beschreibt Plinius der Ältere die indischen Einhörner. Damit sind offensichtlich Nashörner gemeint (auch im Mittelalter war mit „Einhorn“ neben dem Fabeltier und dem Narwalstoßzahn auch das Nashorn – das Panzernashorn oder das Javanashorn – bzw. dessen Horn gemeint, etwa in Der ältere Physiologus).

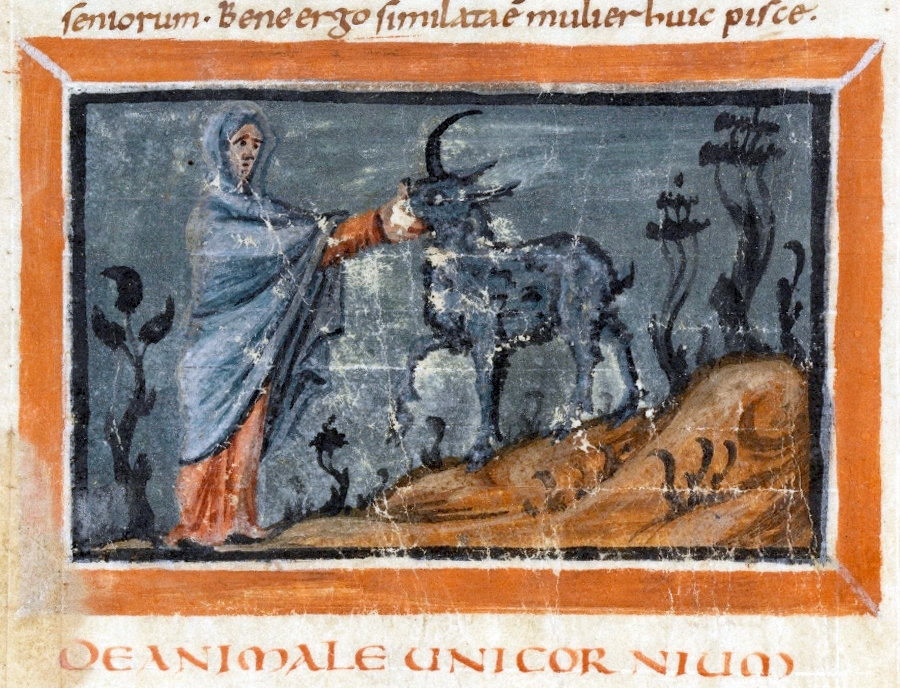
Einhorn im Berner Physiologus (einer lateinischen Übersetzung der christlichen Naturlehre Physiologus, etwa 830)

In der griechischen und der römischen Mythologie kommt das Einhorn nicht vor, auch sind keine antiken Abbildungen von Einhörnern bekannt. Ob das von Gaius Iulius Caesar (100–44 v. Chr.) in einer wahrscheinlich pseudepigraphen Schilderung der Fauna des Hercynischen Waldes erwähnte hirschartige Tier mit langem, geraden Horn, das sich an der Spitze palmenartig verzweige, als Einhorn angesehen werden kann, ist umstritten.
Im Physiologus, einem auf Griechisch geschriebenen frühchristlichen Volksbuch aus dem 2. Jahrhundert n. Chr. mit Geschichten über wundersame Tiere, Pflanzen und Steine, heißt es, dass ein Einhorn nur von einer Jungfrau eingefangen werden könne, wobei die Jungfrau allegorisch als Jungfrau Maria, das Einhorn als Jesus Christus gedeutet wurde. Dass es nur ein Horn habe, verweise auf den Monotheismus, dass es einem kleinen Bock gleiche, auf Christi Demut und die Menschwerdung Gottes.

### Bibel

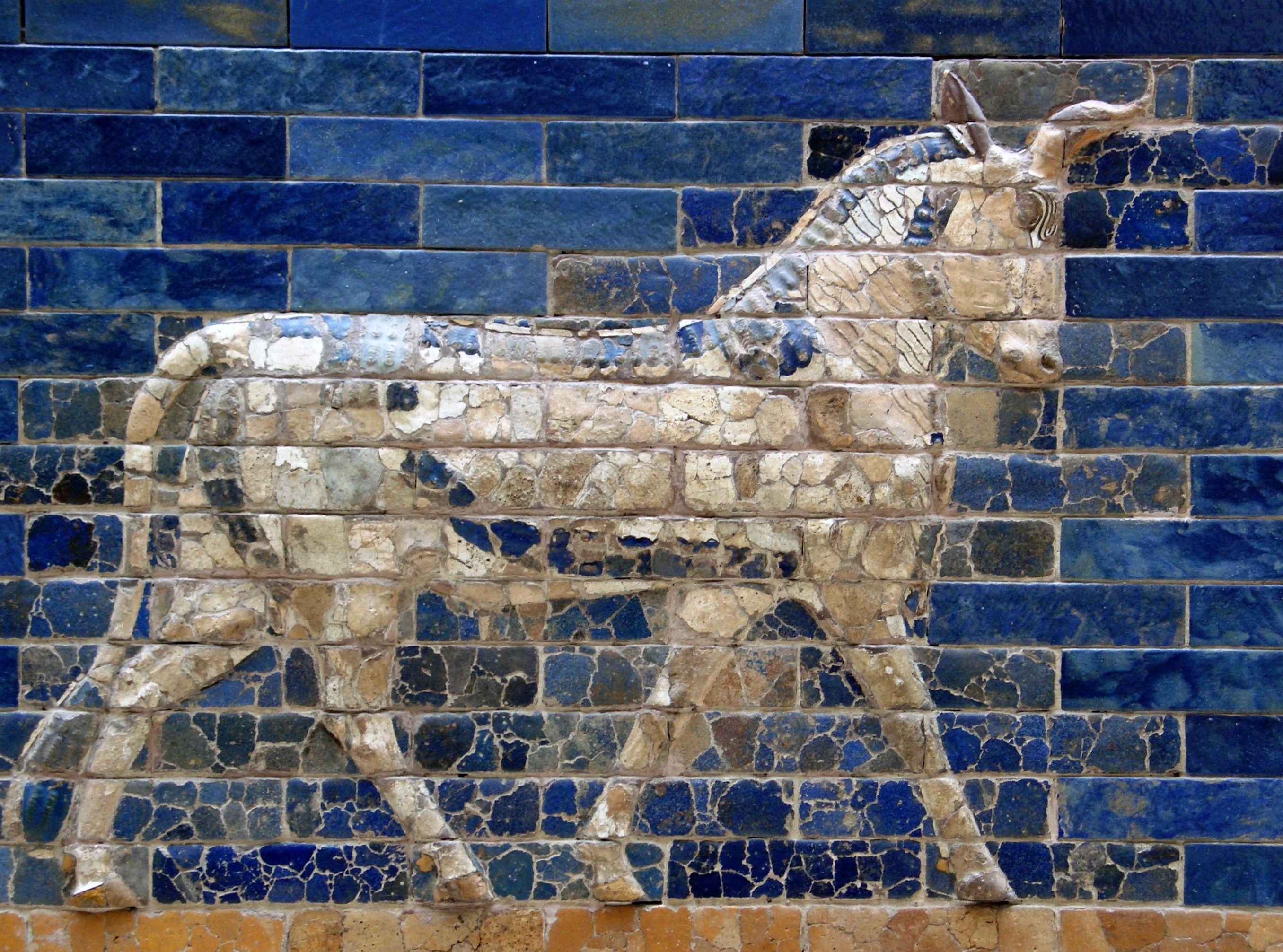
Darstellung eines Auerochsen auf Babylons Ischtar-Tor (6. Jahrhundert v. Chr.), heute im Pergamonmuseum, Berlin. Die Darstellung im Profil zeigt nur ein einziges Horn

An mehreren Stellen des Alten Testaments wird das „Re’em“ (hebräisch רְאֵם) erwähnt, ein kräftiges und wildes Tier (zum Beispiel Num 23,22 , Hi 39,9–12 , Ps 22,22 ). Als der hebräische Text im dritten Jahrhundert v. Chr. von den legendären 72 Übersetzern ins Griechische übertragen wurde, übersetzten sie dieses Wort mit μονόκερως monókerōs (Gen. μονοκέρωτος), zu deutsch: Einhorn. Die Vetus Latina übersetzt an diesen Stellen unicornis, die Vulgata auch rhinoceros (griechisch rhinokérōs „Nashorn“) oder monoceros („Einhorn“). Martin Luther übersetzte „Einhorn“. Gemeint war nach heute verbreiteter Vermutung aber vielmehr der Wildstier oder Auerochse. Ursache für den Irrtum waren vielleicht babylonische Reliefs und Wandmalereien, welche die Tiere nur im Profil zeigen, wobei nur eines der beiden Hörner zu sehen ist. Noch bis ins 18. Jahrhundert hinein war die Auffassung verbreitet, Einhörner kämen in der Bibel vor. Erst Heinrich Sander wies 1779 auf den Übersetzungsfehler hin. Aktuelle Übersetzungen verwenden für Re’em „Wildstier“ (Einheitsübersetzung 2016 und Lutherbibel 2017) oder „Büffel“ (Elberfelder Bibel).

### Mittelalter und Frühe Neuzeit

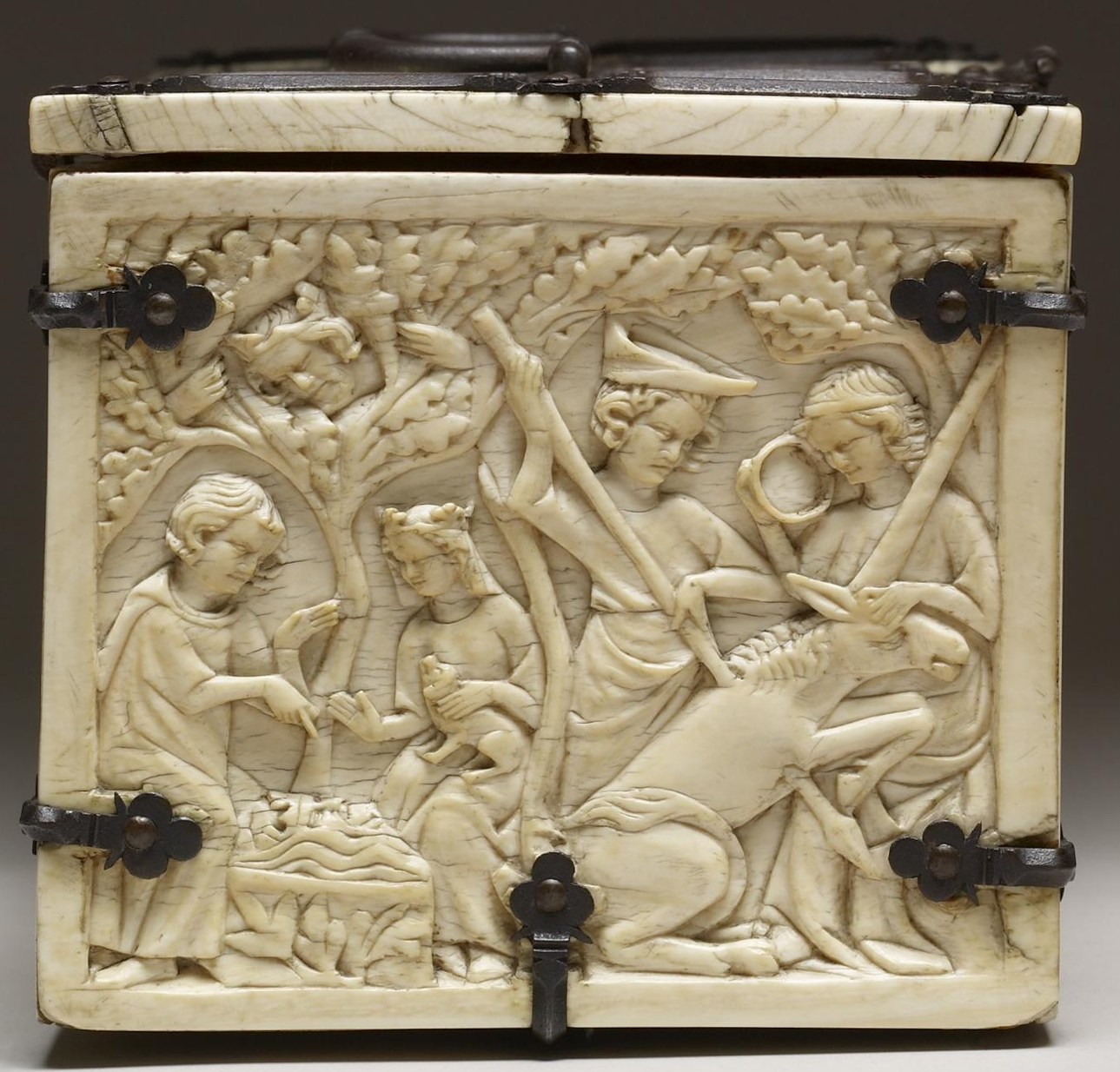
Darstellung der Einhorn-Jagd auf einem Elfenbeinkästchen, Paris, 14. Jh.

Im Mittelalter werden Einhörner unter anderem bei Hildegard von Bingen (12. Jahrhundert), Albertus Magnus (13. Jahrhundert) und in Arzneibüchern erwähnt.

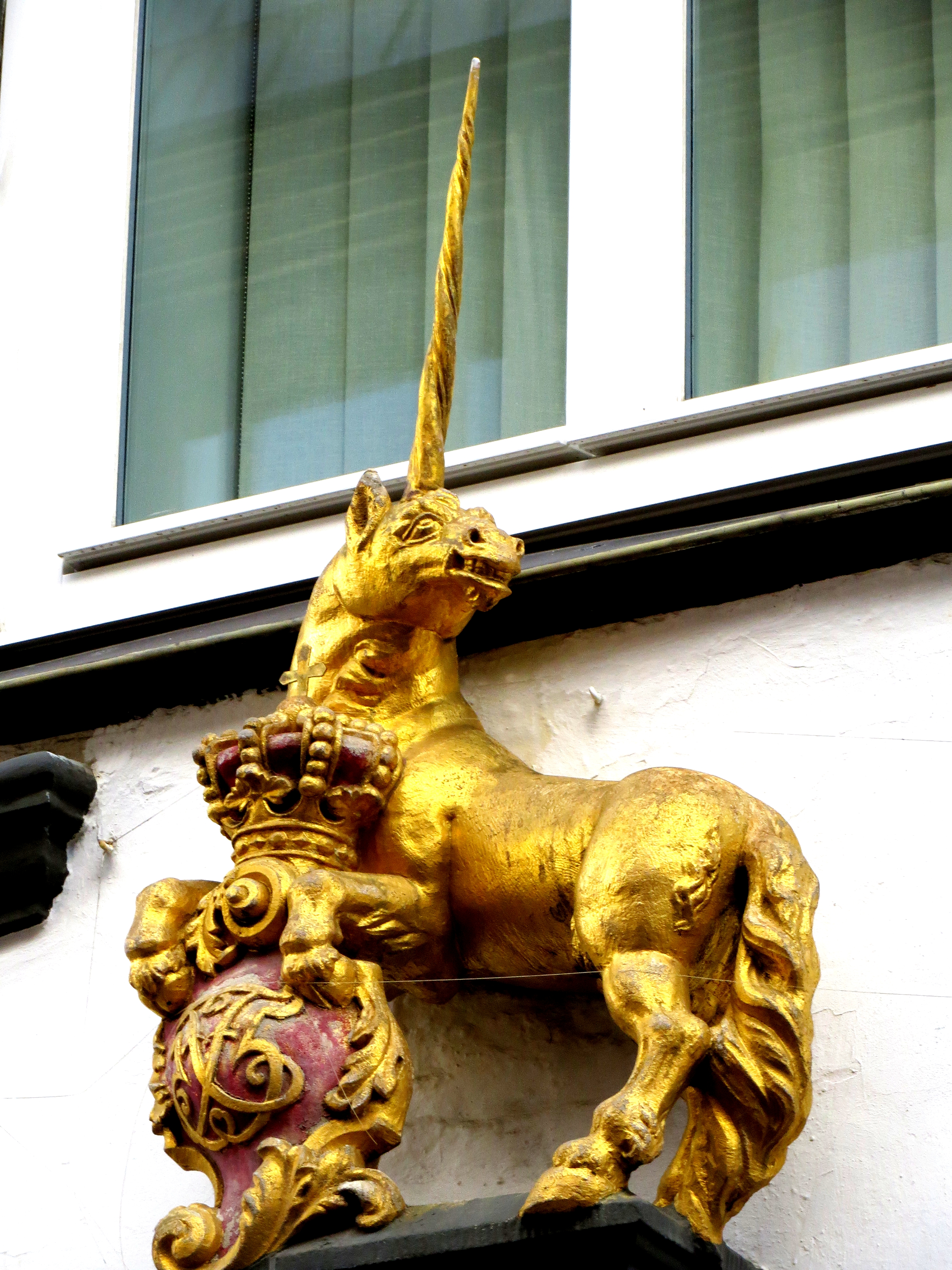
Einhorndarstellung aus dem 18. Jahrhundert über der Rats-Apotheke auf dem Holm in der Flensburger Innenstadt

Einem unter dem Horn des (weißen) Einhorns seit dem 12. Jahrhundert vermuteten (roten) „Karfunkelstein“, wie er etwa auch bei Drachen und anderen Tieren zuweilen angenommen wurde, sollten äußerst heilsame Kräfte (etwa die Förderung der Wundheilung) innewohnen. Das Herz des Einhorns sollte gegen viele Krankheiten wirksam sein.
Marco Polo (1254–1324) berichtet in seinen Reisebeschreibungen (Il Milione), er habe auf Sumatra ein Einhorn gesehen. Die Beschreibung lässt vermuten, dass es sich dabei um ein Java-Nashorn oder Sumatra-Nashorn handelte. Andere Details lassen zudem vermuten, dass er das Tier nicht selbst sah, sondern lediglich vom Hörensagen kannte. Der englische Abenteurer Edward Webbe (1554–1590) will drei Einhörner im Serail eines indischen Sultans gesehen haben, wohingegen der portugiesische Jesuit Jerónimo Lobo (1593–1678) angibt, ihm sei eines in Äthiopien begegnet. Der schottische Reisende John Bell (1691–1780) berichtet noch 1713, eines dieser Tiere gesehen zu haben. Nach Umberto Eco sind diese Berichte auf die prägende Kraft der den Reisenden schon vor Abreise bekannten Legenden zurückzuführen, die sie bewogen, nicht nur zu berichten, was sie wirklich sahen, sondern auch das, von dem sie meinten, es gesehen haben zu müssen.
Vor allem der Physiologus hatte, neben der Bibel, bis in die Frühe Neuzeit hinein besondere Bedeutung für den christlichen Glauben an Einhörner, so noch bei dem Schweizer Naturforscher Conrad Gessner (1516–1565). Bei den mittelalterlichen Alchemisten symbolisierte das Einhorn wie der Löwe den „Spiritus Mercurius“ (Mercurius war die alchemistische Bezeichnung für Quecksilber). Der Löwe wurde in der alchemistischen Vorstellungswelt durch die Verehrung des Einhorns, das für die aktive Reinheit, das befruchtende Schwert und die durchdringende Kraft des Mercurius-Geistes stand, beschwichtigt.
Der britische Anthropologe John Layard (1891–1974) vermutet in einer Episode von Ysgithyrwyn in der walisischen Sage Mal y kavas Kulhwch Olwen („Wie Kulhwch Olwen errungen hat“) einen Hinweis auf das sagenhafte Einhorn.

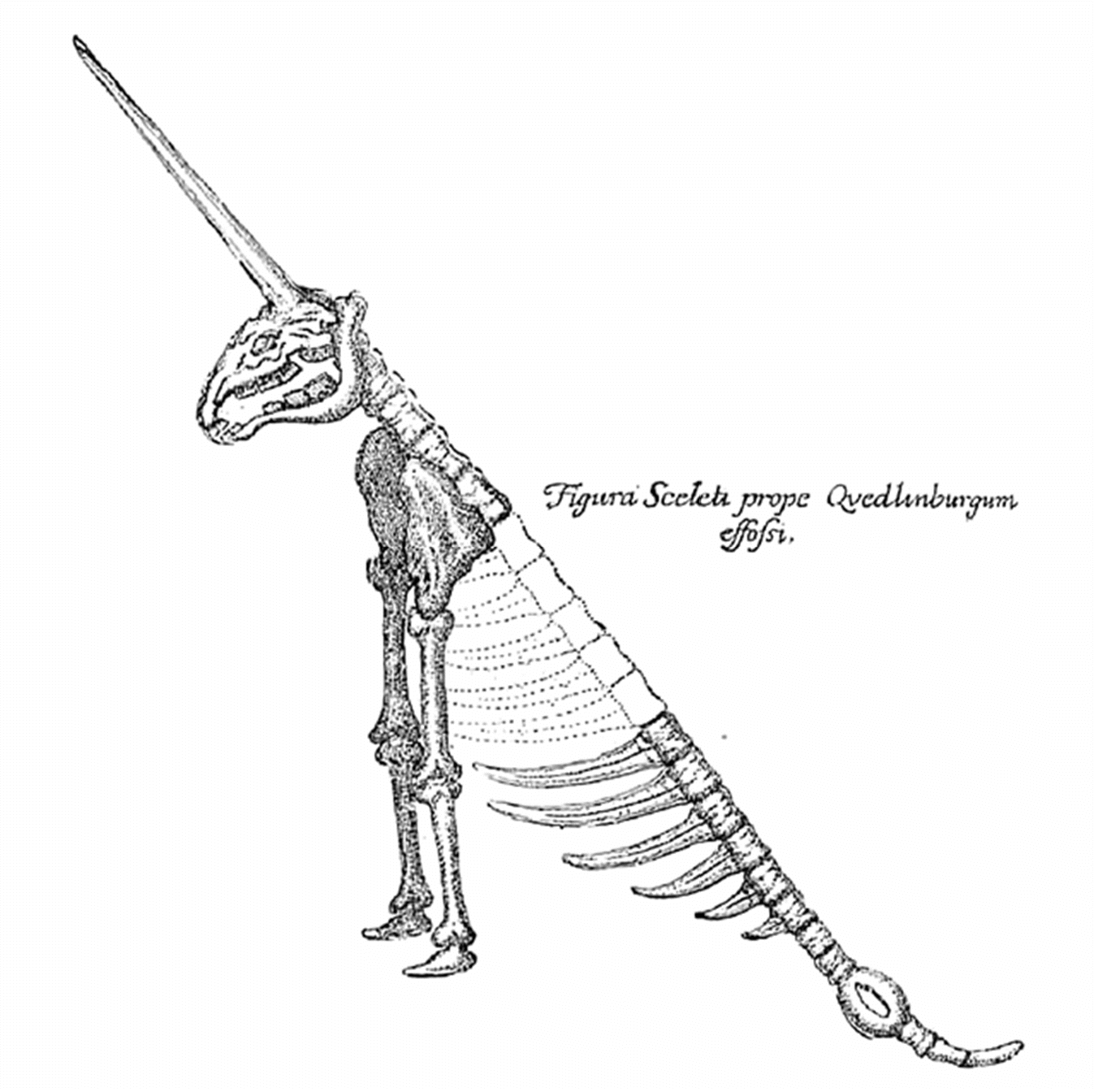
Einhorndarstellung aus Leibniz’ Protagaea

Der Philosoph Gottfried Wilhelm Leibniz bildet in seiner Schrift Protogaea, an der er von 1691 bis 1693 arbeitete und die erst postum veröffentlicht wurde, die Rekonstruktion eines zweibeinigen Skeletts ab, das er als das eines Einhorns bezeichnet. Die dazu verwendeten Fossilien eines Wollnashorns und eines Mammuts wurden 1663 in einem Gipssteinbruch in der Nähe von Quedlinburg gefunden und 1678 zu einem „Einhorn“ zusammengefügt. Das Besucherzentrum der Einhorn-Höhle bei Scharzfeld im Südharz, die Leibniz nicht mit den Funden in Verbindung bringt, verwendet die Zeichnung als ihr Logo.

## Das Einhorn als Fabelwesen

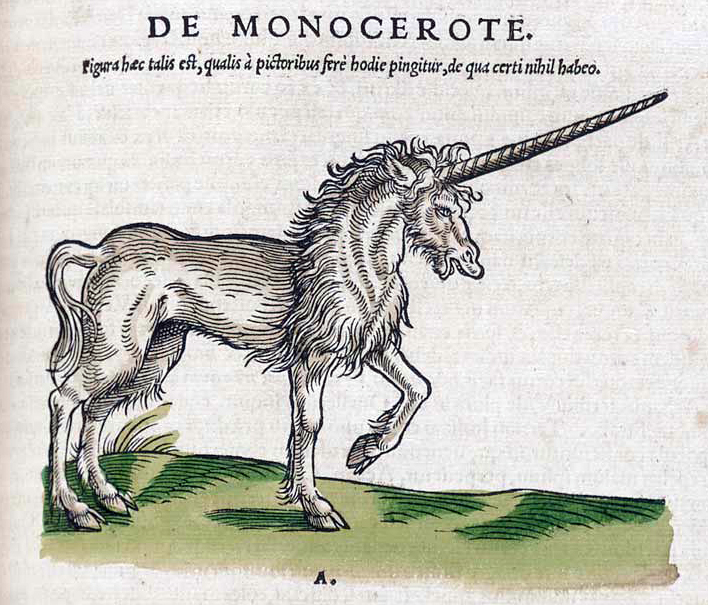
Einhorn. Conrad Gessner: Historiae animalium, 1551

### Aberglaube
Im deutschen Aberglauben erzählte man, das Einhorn sei ungeheuer stark und könne sogar Löwen besiegen. Es sei aggressiv, einsiedlerisch und hasse alle männlichen Wesen. In einem Wulst auf seinem Kopf trage es einen Karfunkelstein. In Gefangenschaft sterbe es.

### Das Horn
Das Horn des Einhorns wird als schneckenartig gedreht und vorne spitz zulaufend dargestellt. Es soll weiß und bis zu einem halben Meter lang sein. Mit ihm soll das Einhorn gegen seine Feinde (unter anderem Löwen) kämpfen, heilen und sogar Tote wiederbeleben können. Das Horn soll dem Einhorn erst allmählich im Laufe seines Lebens wachsen; ein abgebrochenes Horn soll innerhalb von zehn Jahren nachwachsen.
Dem Horn als Trinkgefäß werden Heilkräfte gegen Krankheiten wie die Pest und den Aussatz nachgesagt. Es soll außerdem unempfindlich gegen Feuer und Gift machen. Im Physiologus steht geschrieben, dass durch eine Schlange vergiftetes Wasser seine Giftwirkung verliert, wenn das Einhorn mit seinem Horn ein Kreuz in das Wasser schlägt.
Bei dem in der Heilkunde benutzten Einhorn unterschied man zwischen dem echten unicornu verum, das heißt dem fabulösen Einhorn, und seinen Surrogaten wie dem Narwalstoßzahn (unicornu marinum) und dem Horn vom einhörnigen Nashorn sowie dem versteinerten Mammutzahn (unicornu fossile).

### Hypothesen über den Ursprung der Legende

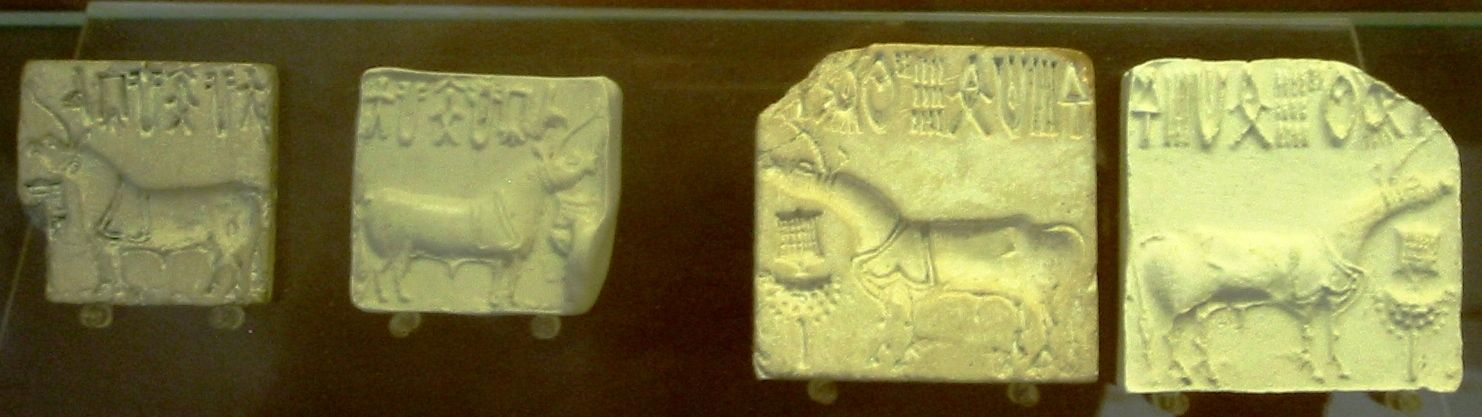
Siegel der Indus-Kultur, die „Einhörner“ zeigen.

Aus der etwa von 2300 bis 1750 v. Chr. blühenden Indus-Kultur sind eine größere Zahl von Steatit-Siegeln erhalten, die ein einhornartiges Tier zeigen, über dessen Bedeutung keine Klarheit herrscht. Das Tier kommt in unterschiedlichen Variationen vor, in Mohenjodaro und Harappa fand man Abbildungen mit einem leicht gebogenen Horn wie bei einem Auerochsen oder einem Zebu, aus Chanhu Daro stammen Tierfiguren mit gewundenen Antilopenhörnern. Alle Tiere sind streng von der Seite und naturalistisch dargestellt, es könnte sich also um ein Rind handeln, dessen zweites Horn hinter dem ersten verborgen ist. Ähnliche seitliche Abbildungen von Rindern mit nur einem sichtbaren Horn aus Mesopotamien werden im Zusammenhang mit einer möglichen gemeinsamen Herkunft der Indus-Kultur und der Sumerer diskutiert. Die Rinderdarstellungen und weitere vergleichbare Funde könnten auch auf Handelsbeziehungen zwischen Mesopotamien, dem Persischen Golf und dem Industal im 3. Jahrtausend v. Chr. hinweisen. Andere Forscher erkennen auf den Siegeln ein mythisches Einhorn, das auch in späteren religiösen Texten erwähnt wird. Im indischen Epos Mahabharata kommt ein männliches Tier mit dem Sanskrit-Namen rshya vor. Dort und im Ramayana wird die Geschichte eines im Wald lebenden Jungen namens Rshyashringa erzählt (shringa, „Horn“), dem ein einzelnes Horn auf dem Kopf wächst. In frühen buddhistischen Texten ist diese Figur als Ekashringa („Einhorn“) bekannt. Im Zusammenhang entsteht so der altindische Mythos vom Einhorn.
Der deutsche Zoologe Josef H. Reichholf (* 1945) legt dar, dass Oryxantilopen alle den Einhörnern zugeschriebenen Eigenschaften besitzen und in der ägyptischen Darstellung auch mit einem Horn dargestellt werden. Eine andere Theorie geht davon aus, dass in der Antike eine römische Expedition in Asien auf Nashörner getroffen ist.
In den 1870er Jahren wurde der Einhorn-Mythos mit dem Elasmotherium, einem ausgestorbenen riesigen Nashorn verbunden. Sein Horn saß – anders als beim heutigen Panzernashorn – nicht auf der Nase, sondern auf der Stirn. Diese Idee wird heute weitgehend abgelehnt: Diese Nashornform starb vermutlich vor 50.000 bis 30.000 Jahren aus, und Voraussetzung für dieses Tier als Ausgangspunkt der Einhorn-Legende wäre eine lückenlose Überlieferung bis zur (alt)-historisch ersten Erwähnung des Fabeltiers.

### Zuordnung zu realen Tieren in der Zoologie
1827 versuchte der französische Paläontologe Baron Georges Cuvier zu beweisen, dass Einhörner nicht existiert haben können. Sein Argument: Einhörner werden üblicherweise als Paarhufer dargestellt. Diese haben aber ein in der Mitte geteiltes Stirnbein, an dem ein Horn keinen Halt fände. Der amerikanische Biologe Franklin Dove entnahm 1933 einem neugeborenen Stierkalb die Hornknospen und verpflanzte sie in die Schädelmitte. Es entwickelte sich ein einziges, gerades Horn.. Es bleibt unklar, was diese Manipulation beweisen sollte.
Eine vielleicht zutreffende zoologische Bestimmung des Einhorns der Antike nahm Mitte des 19. Jahrhunderts Johannes Leunis anhand von Größe, Fellfarbe, Paarhufigkeit und räumlicher Verbreitung vor. Ihm zufolge handelt es sich um die Beisa-Antilope aus der Gattung der Oryxantilopen, wahrscheinlicher aber ist nach Josef H. Reichholf die Arabische Oryx („Körper milchweiß, Hals und Nase rostbräunlich; Hirschgröße, Arabien“). Die langen, geraden Hörner sehen auf den ägyptischen Reliefdarstellungen wie ein Horn aus. Die Reliefs geben auch einen Hinweis, wie die Antilope zum Fabeltier werden konnte: Sie ließ sich nicht zähmen und domestizieren.

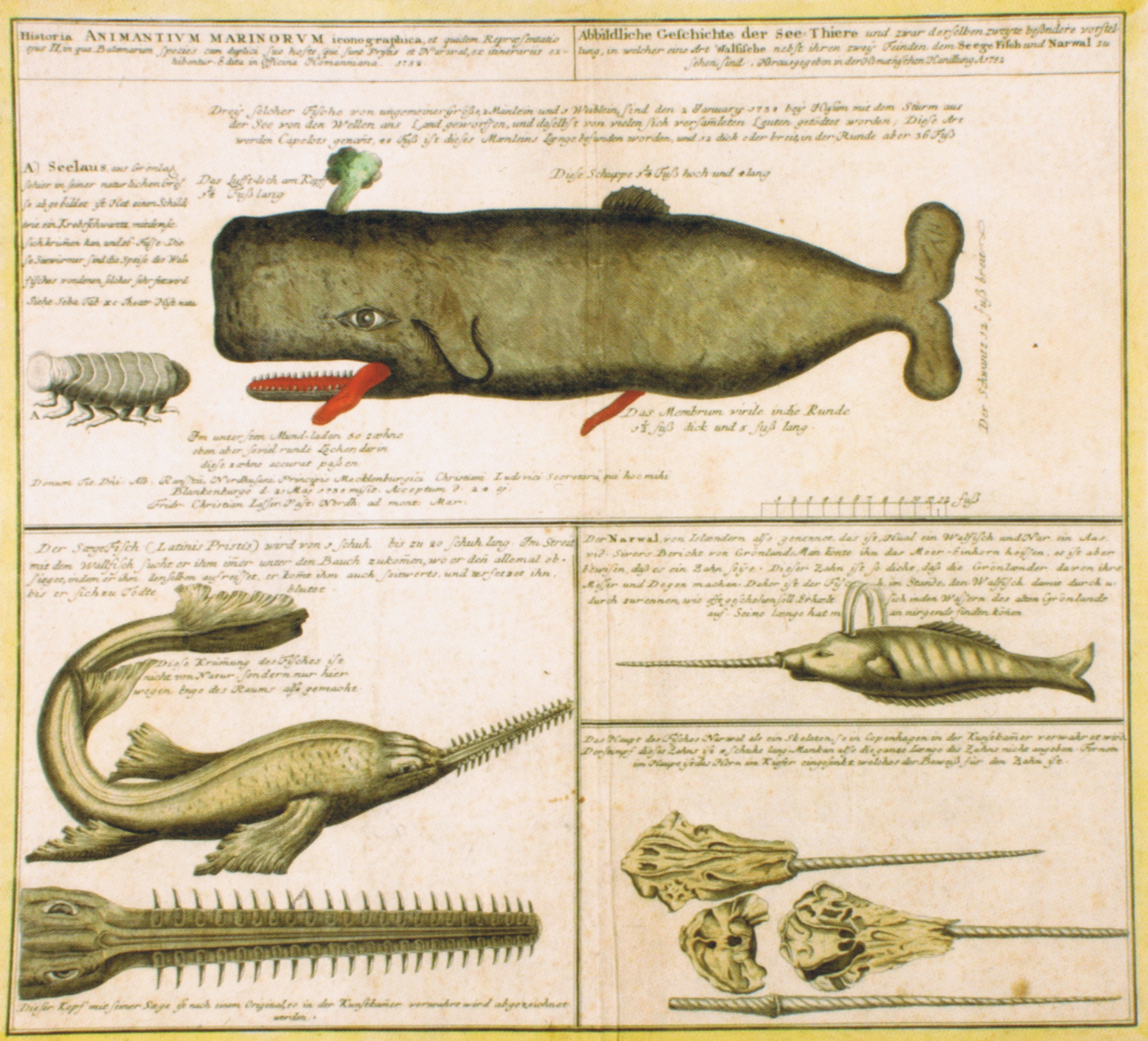
Pottwal, Sägefisch und (rechts unten) Narwal. Kupferstich von 1738

### Der Narwal-Stoßzahn als Horn des Einhorns
Der Narwal, dessen „Horn“ (bzw. Stoßzahn; eigentlich der linke Schneidezahn) lange Zeit als Surrogat genutzt wurde, um die Nachfrage nach Einhornprodukten zu befriedigen, wird auch „Einhorn (des Meeres)“ oder „See-Einhorn“ genannt und trägt den wissenschaftlichen Namen Monodon monoceros (altgriechisch: monoceros, „Einhorn“).
Im Mittelalter und der Frühen Neuzeit wurde der etwa an Nordmeerküsten gefundene schraubenförmige Stoßzahn des Narwals für das mythische Horn gehalten und als Ainkhürn bezeichnet. Noch heute existieren mehrere Objekte, meist Herrscherinsignien, die aus Narwalzahn angefertigt wurden. Insbesondere die spiralige Struktur des Narwalstoßzahns, die sich genau so auch in nahezu allen künstlerischen Darstellungen wiederfindet, legt nahe, dass diese Hörner den Mythos zumindest gefördert haben könnten. Einhörnern zugeschriebene Narwalzähne waren auch beliebte Stücke der fürstlichen Wunderkammern Europas.
- Zwei Kreuzritter raubten in Konstantinopel zwei Narwalstoßzähne, die sie für Hörner des Einhorns hielten, und schenkten diese dem Markusdom in Venedig, wo sie noch heute aufbewahrt werden (Schatzkammer des Markusdoms).
- Auch die Habsburger waren im Besitz eines „Ainkhürn“-Stoßzahnes sowie mehrerer Objekte aus Ainkhürn (Wiener Kronschatz).
- Im Jahr 1671 wurde der dänische König Christian V. auf einem Krönungsstuhl gekrönt, der ausschließlich aus Ainkhürn hergestellt war. Er dient noch heute als Thron des Königs von Dänemark.

Dem Ainkhürn wurden magische Fähigkeiten zugeschrieben, so zum Beispiel, dass es Gift neutralisieren könne, weswegen Trinkgefäße aus Narwalelfenbein gefertigt wurden. Da das Horn bzw. das daraus gewonnene Pulver als sehr vielseitiges Heilmittel galt, wurden in vielen Städten Apotheken Einhorn-Apotheke benannt sowie entsprechende Skulpturen an deren Gebäuden angebracht. Erst im Jahr 1638 zeigte der dänische Arzt und Naturforscher Olaus Wormius, dass die angeblichen Einhornhörner in Wirklichkeit Stoßzähne von Narwalen waren.

## Das Einhorn in Kunst und Kultur

### Kunst

La Dame à la licorne („Die Dame mit dem Einhorn“; Frankreich um 1500)

Die vermutlich älteste Darstellung eines Einhorns in der christlichen Kunst findet sich in einem Antiphonale aus dem 12. Jahrhundert im Kloster Einsiedeln. Die Miniaturmalerei zeigt eine Verkündigungsszene mit einem Einhorn in Marias Schoß. Wie hier wird das Einhorn in der Kunst oft im Zusammenhang mit Jungfräulichkeit dargestellt. Dieses allegorische Motiv geht auf den Physiologus zurück. Im Mittelalter war das Einhorn deshalb das Zeichen für die Jungfrau Maria, und auch für Christus selbst.
Das Einhorn ist Motiv auf zahlreichen Bildwerken der Renaissance:
- das Erfurter Einhornretabel (15. Jahrhundert)
- Auf der Brosche der Madonna im Rosenhag von Stefan Lochner (um 1448, Wallraf-Richartz-Museum, Köln).
- Die Wandteppiche des Meisters der Einhornjagd (Brüssel, um 1500, Museum The Cloisters, New York), die eine Einhornjagd darstellen.[51]
- Die Reihe von sechs Wandteppichen La Dame à la licorne („Die Dame mit dem Einhorn“) im Musée national du Moyen Âge in Paris, die um 1500[47] gefertigt wurden.
- Das Tafelbild Der Garten der Lüste von Hieronymus Bosch (um 1500, Prado, Madrid).
- Das Gemälde Dame mit dem Einhorn von Raffael (um 1506, Galleria Borghese, Rom).
- Das Gemälde Das Paradies von Lucas Cranach dem Älteren (1530, Staatliche Kunstsammlungen Dresden)
- Der bürgerliche Hochzeitsteppich Estherteppich (um 1560, Pommersches Landesmuseum, Greifswald)
- Eine Einhornskulptur krönt das Marktkreuz von Culross (1588).

Der Triumphwagen der Keuschheit (pudicitia) wird regelmäßig von Einhörnern gezogen.

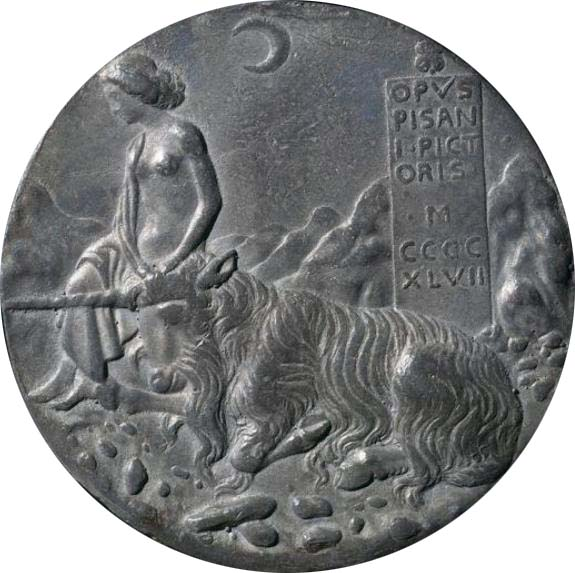
Medaille Unschuld und Einhorn in mondbeschienener Landschaft. Antonio Pisanello, 1447
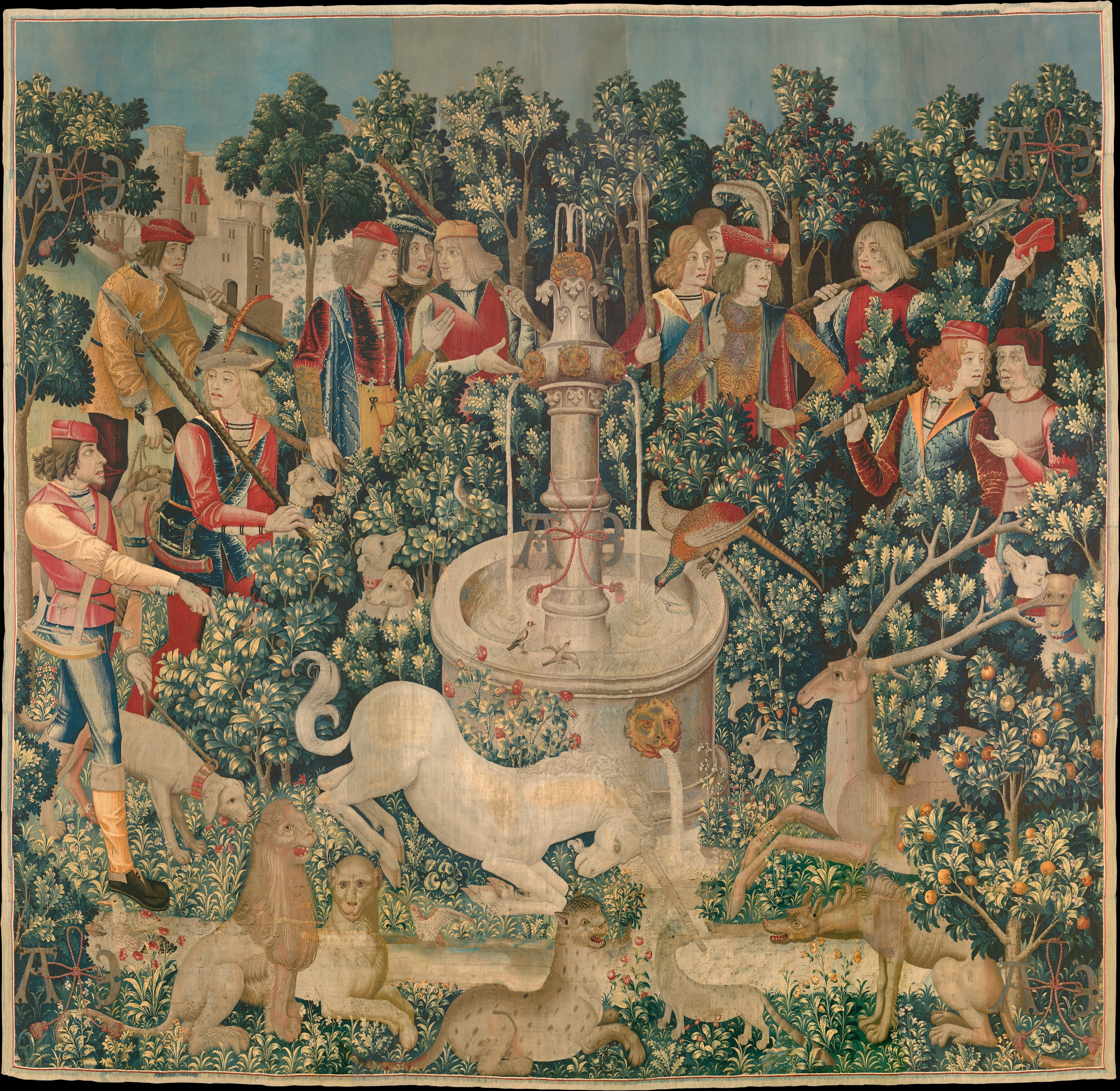
Das Einhorn schlägt ein Kreuz ins Wasser. Meister der Einhornjagd um 1500
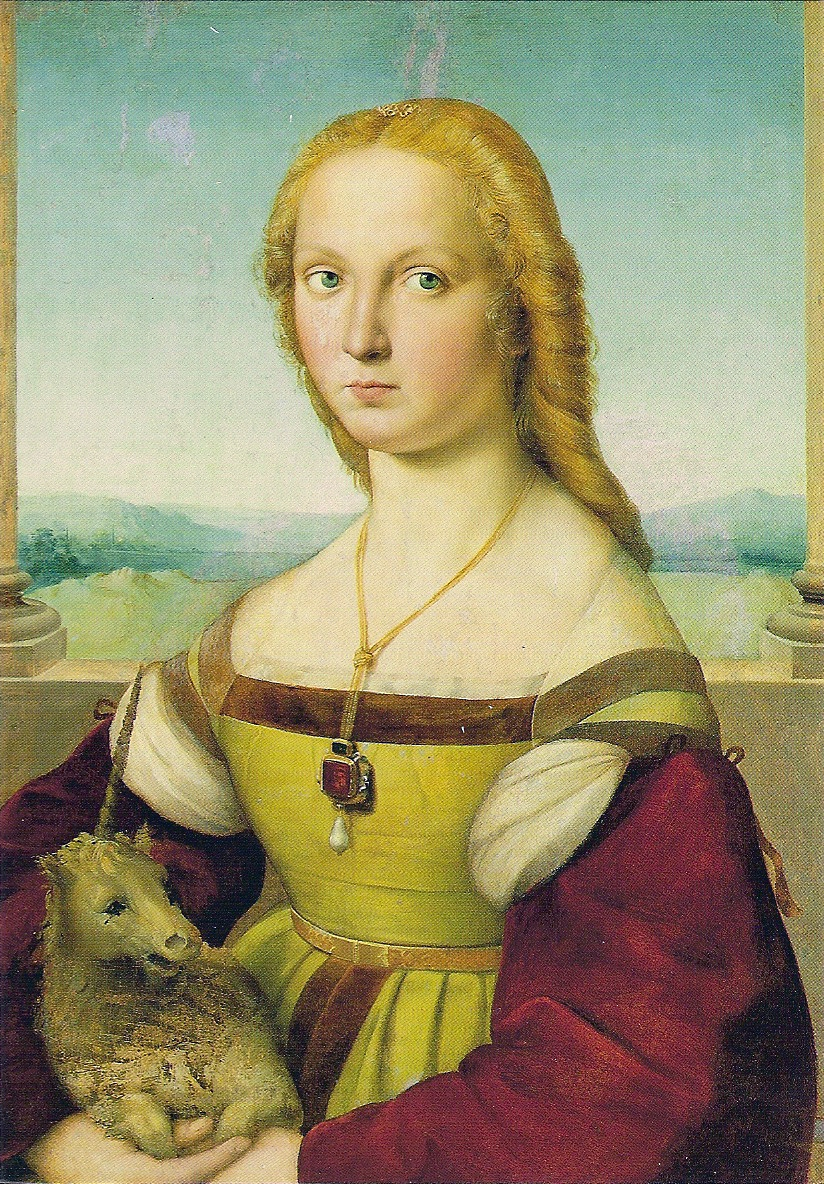
Raffael, Dame mit dem Einhorn, um 1506
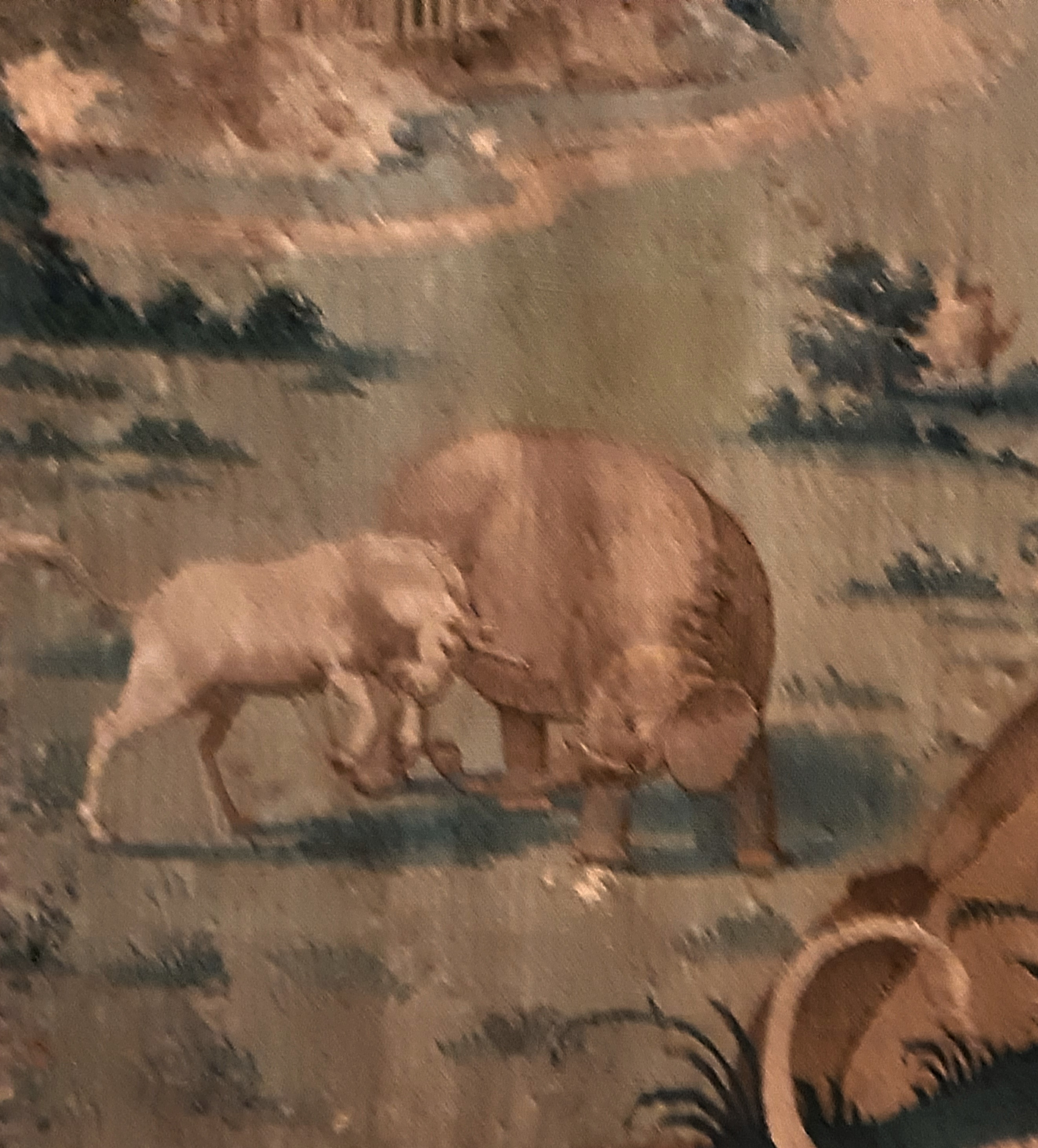
Ein Einhorn tötet einen Elefanten. Detail aus einem Wandteppich, Nordfrankreich, um 1530, heute im Louvre, Paris
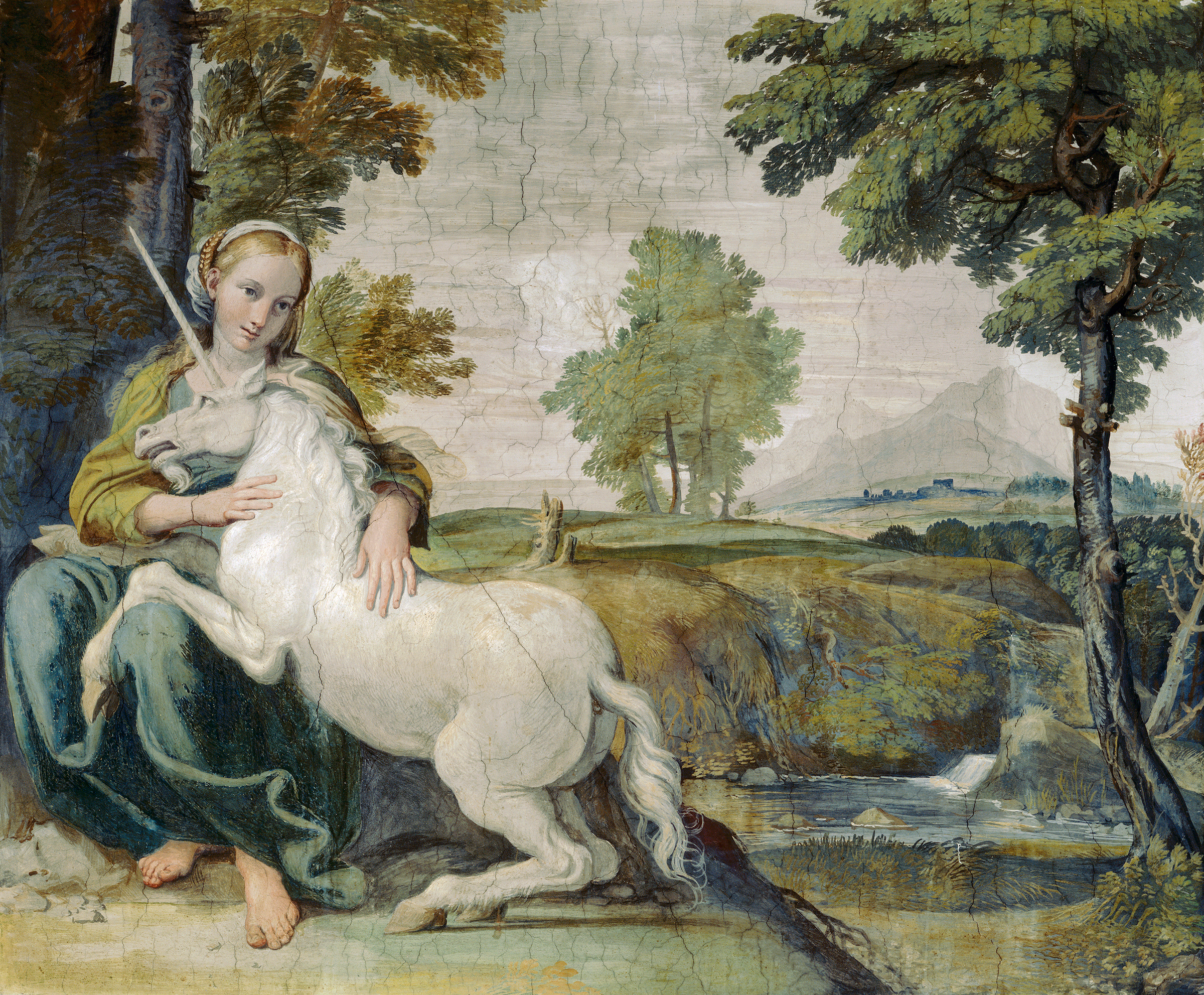
Domenichino(?), Gezähmtes Einhorn (um 1602, Galleria Farnese)

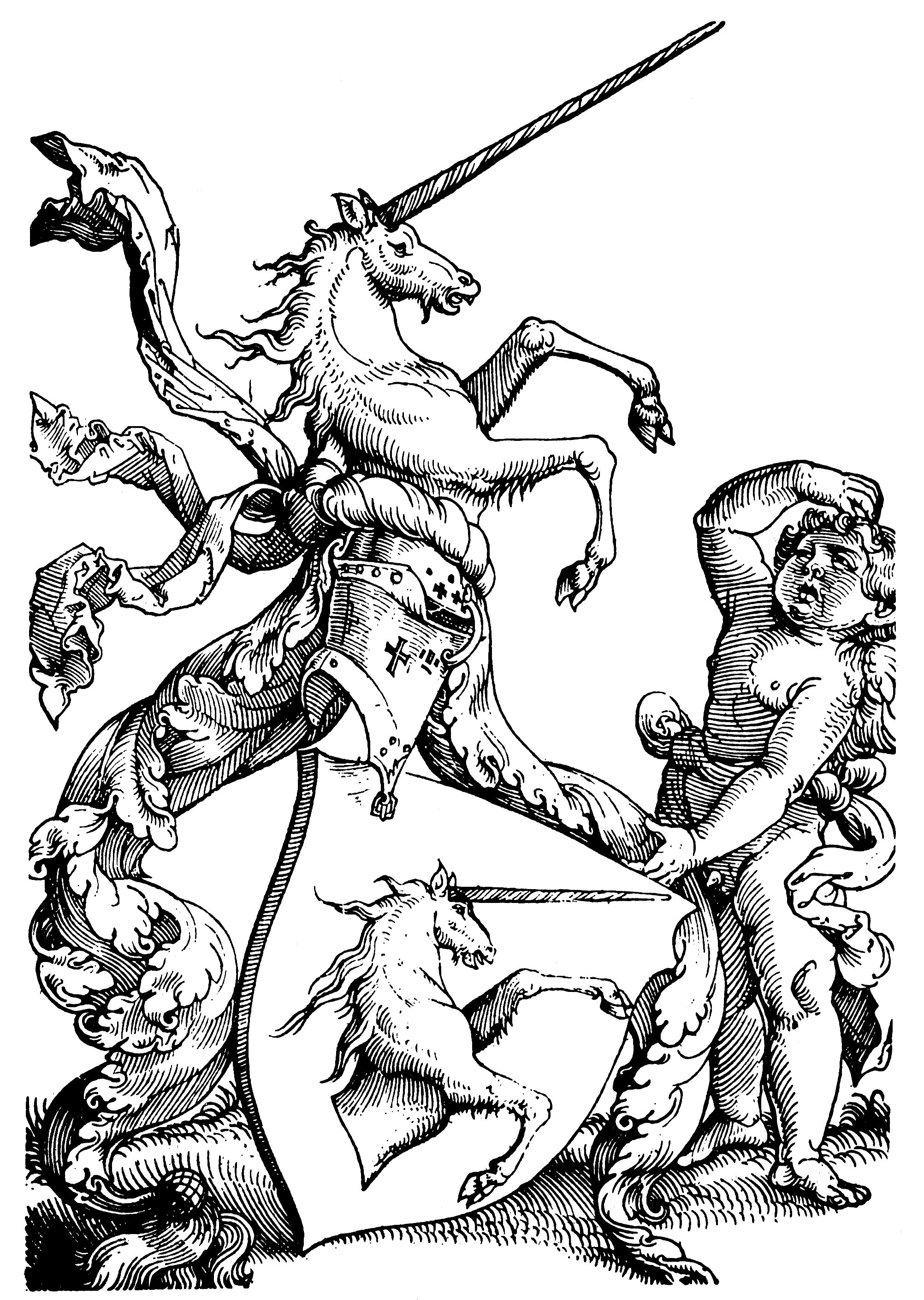
Wappen der Familie Baldung, Holzschnitt um 1530

### Heraldik
In Wappen ist das Einhorn eine gemeine Figur. Der Schild des britischen Staatswappens wird von einem Löwen und einem Einhorn gehalten, wobei das Einhorn Schottland symbolisiert. Beim Palio di Siena (Pferderennen in Siena) gibt es eine contrada (Nachbarschaftsgemeinschaft) mit dem Wappen des Einhorns (Contrada del Leocorno).

### Gegenwartskultur

Kinderspielzeug

Im 21. Jahrhundert sind Einhörner als Requisiten in Fantasyliteratur oder als Stofftier und Kinderspielzeug wieder verbreitet. Seit 2016 kann man von einem regelrechten „Einhorn-Hype“ sprechen. Als Beispiel wird eine im Mai 2017 produzierte „Einhorn-Schokolade“ genannt, die in kürzester Zeit vergriffen war. Wissenschaftler sehen darin eine Form von Eskapismus. Nicht nur von der Produktindustrie, auch von Dienstleistungsunternehmen wurde das Einhorn zum Gegenstand von Merchandising-Kampagnen. So hatte das Eisenbahnverkehrsunternehmen Locomore dies 2016 in seinen Beförderungsbedingungen berücksichtigt: Die Mitnahme von Einhörnern sei in deren Zügen in Begleitung von mindestens einem Kind unter 14 Jahren kostenlos, soweit dadurch die Sicherheit der Mitreisenden nicht gefährdet sei.
Rosafarbene Smoothies wurden als „Einhornkotze“ und rosa Knetmasse („Slime“) wird als „Einhornkacke“ verkauft.
Im Juni 2015 wurde ein Einhorn-Emoji standardisiert (mit Unicode V8.0 als Schriftzeichen U+1F984 unicorn face im Block Zusätzliche piktografische Symbole). Dies geschah unter ausdrücklichem Hinweis auf Wunschlisten aus der Presse.

## Theater, Film, Musik und Belletristik
Theater

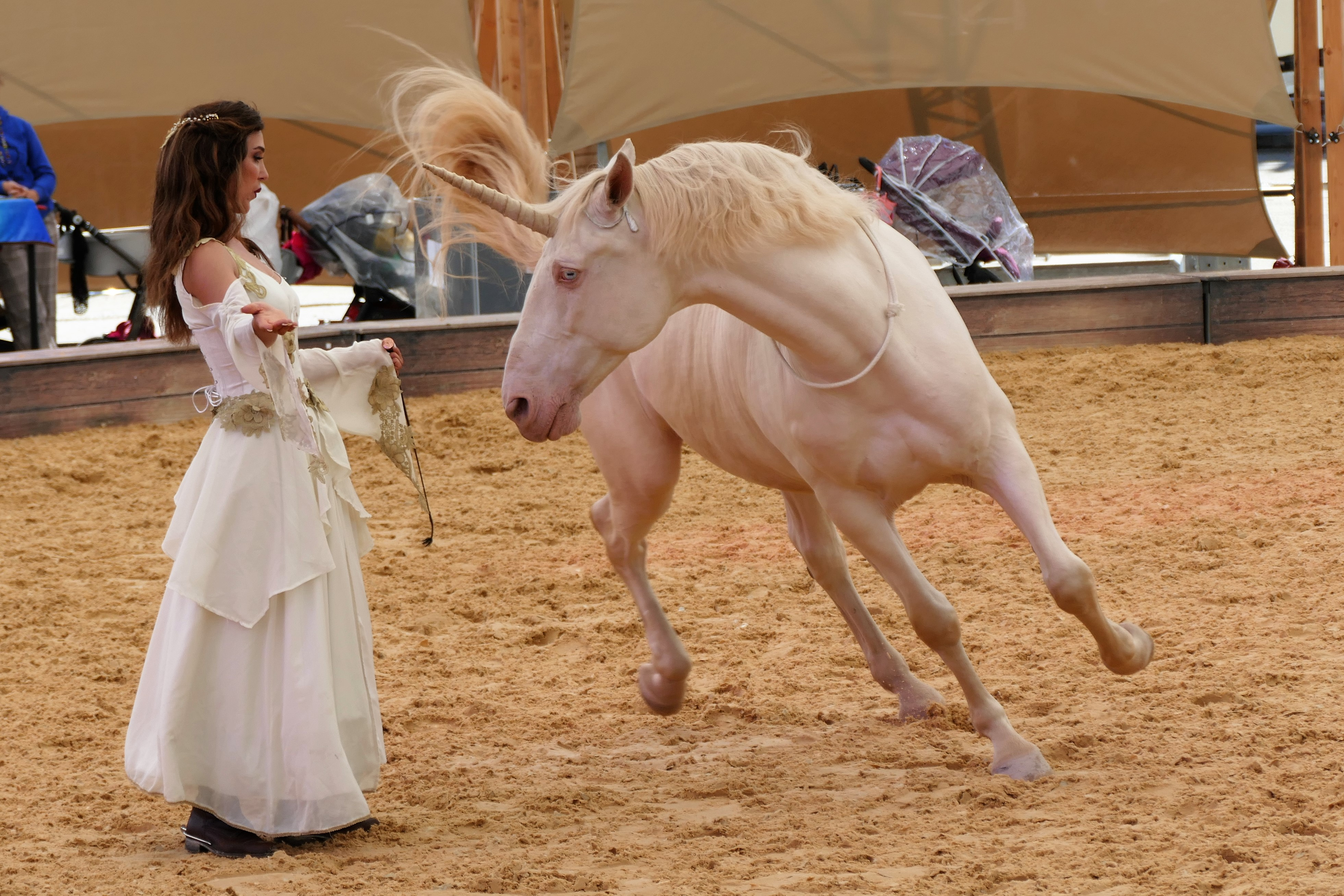
Ein „Einhorn“ bei der Pferdeshow Cavalluna mit seiner Trainerin Kenzie Dysli

- La Licorne (Das Einhorn). Ballett von Jacques Ibert
- Die Dame und das Einhorn. Ballett von Jean Cocteau (1952)

Film und Fernsehen
- Das letzte Einhorn (Zeichentrickfilm 1982), von Peter S. Beagle
- Blade Runner (1982), mit Harrison Ford
- Legende (1985), mit Tom Cruise und Tim Curry
- Das kleine Einhorn (1998), mit Elisha Cuthbert
- Harry Potter und der Stein der Weisen (2001)
- My Little Pony – Freundschaft ist Magie (Serie, 2010–2019)
- "Death of a Unicorn" (2025) mit Paul Rudd und Jenna Ortega

Musik
- Filmmusik aus Das letzte Einhorn
  - America: The Last Unicorn (Titelmelodie)
  - America: Where do Unicorns Go?
  - America: Walkin’ man’s Road
  - Mia Farrow (Synchronsprecherin): Now That I’m a Woman
  - Jeff Bridges und Mia Farrow (Synchronsprecher): That’s All I’ve Got to Say
- andere
  - Das Blaue Einhorn (Band)
  - Silvio Rodríguez: Unicornio (Album)
  - Rhapsody of Fire: The Last Winged Unicorn
  - Wolfmother: White Unicorn
  - Trevor Moss und Hannah Lou: The Lion and the Unicorn
  - Satans Wife (Band): The golden Unicorn

Musikvideos
- Lady Gaga – Born This Way
- LaFee – Prinzesschen
- Enigma – Return to Innocence

Romane
- Iris Murdoch: The Unicorn. (1963)
- Peter S. Beagle: Das letzte Einhorn (Vorlage zum Zeichentrickfilm) Hobbit-Presse im Klett-Cotta Verlag, Stuttgart 1975, ISBN 3-12-900740-7.
  - Peter S. Beagle: Das letzte Einhorn und zwei Herzen (Fortsetzung von Das letzte Einhorn) Klett-Cotta Verlag, Stuttgart 2012, ISBN 978-3-608-93920-0.
  - Peter S. Beagle: Die Sonate des Einhorns (Story unabhängig[58] von Das letzte Einhorn)
- Michael Ende: Die unendliche Geschichte (Der Stein Al'Tsahir ist aus dem Horn eines Einhorns geschnitten.)
- Tracy Chevalier: Der Kuss des Einhorns. Roman, aus dem Englischen von Ursula Wulfekamp. List Taschenbuch, Berlin 2005, ISBN 3-548-60536-2 (über die Entstehung der o. g. prächtigen Wandteppiche in Frankreich).
- Terry Brooks: Das schwarze Einhorn
- Wolfgang Hohlbein, Heike Hohlbein: Silberhorn
- Joanne K. Rowling: Harry Potter. (In der Harry-Potter-Welt werden die Hörner der Einhörner als Zaubertrankzutat benutzt.)
- Haruki Murakami: Hard-Boiled Wonderland und das Ende der Welt (Die Innenwelt des Protagonisten wird unter anderem von einer Herde Einhörner bevölkert, in der Außenwelt stellt ein Einhornschädel die symbolische Verbindung zur Innenwelt her.)
  - Haruki Murakami: Die Stadt und ihre ungewisse Mauer (Eine Art Fortsetzung zu Hard-Boiled Wonderland und das Ende der Welt, in der erneut Einhörner eine Rolle spielen, hier fungiert unter anderem ein Einhorngrab als Tor zwischen zwei Realitätsebenen.)

Erzählungen
- Indika – von dem griechischen Gelehrten Ktesias (um 400 v. Chr.). In: Indika, einer fabelhaften Beschreibung Indiens und seiner Kreaturen, findet sich die wohl erste Beschreibung des Einhorns in der Literatur.
- Rainer Maria Rilke: Die Dame mit dem Einhorn. Insel, Frankfurt 1978, 1993, ISBN 3-458-19001-5. Rilkes Beschreibung der Wandteppiche La Dame à la Licorne aus den Aufzeichnungen des Malte Laurids Brigge (1904–1910)
- Cees Nooteboom: Die Dame mit dem Einhorn. Reiseerzählungen.
- Frank Sacks: Nico the Unicorn. Tom Doherty Associates, 1996.
- James Thurber: The Unicorn in the Garden (Originaltext)
- Florian Russi: Alids Traum – 12 Einhorngeschichten. Weimar 2005, ISBN 3-937601-22-8.
- Linda Chapman: Sternenschweif und Sternenfohlen. Einhorn-Geschichten für Kinder in mehreren Bänden.
- Marc-Uwe Kling: Das NEINhorn. Kinderbuch-Reihe über ein unangepasstes Einhorn.

Märchen
- Das tapfere Schneiderlein aus der Sammlung der Brüder Grimm. Das Einhorn wird darin als böse dargestellt und durch eine List gefangen, als es in blinder Wut auf den Schneider zurennt und sein Horn in einen Baum rammt. Aus dieser Situation gibt es keine Möglichkeit mehr für das Einhorn, zu entfliehen.

„O dieses ist das Tier, das es nicht gibt.

Sie wußtens nicht und haben jeden Falls

– sein Wandeln, seine Haltung, seinen Hals

bis in des stillen Blickes Licht – geliebt.“